# Multimediakunst

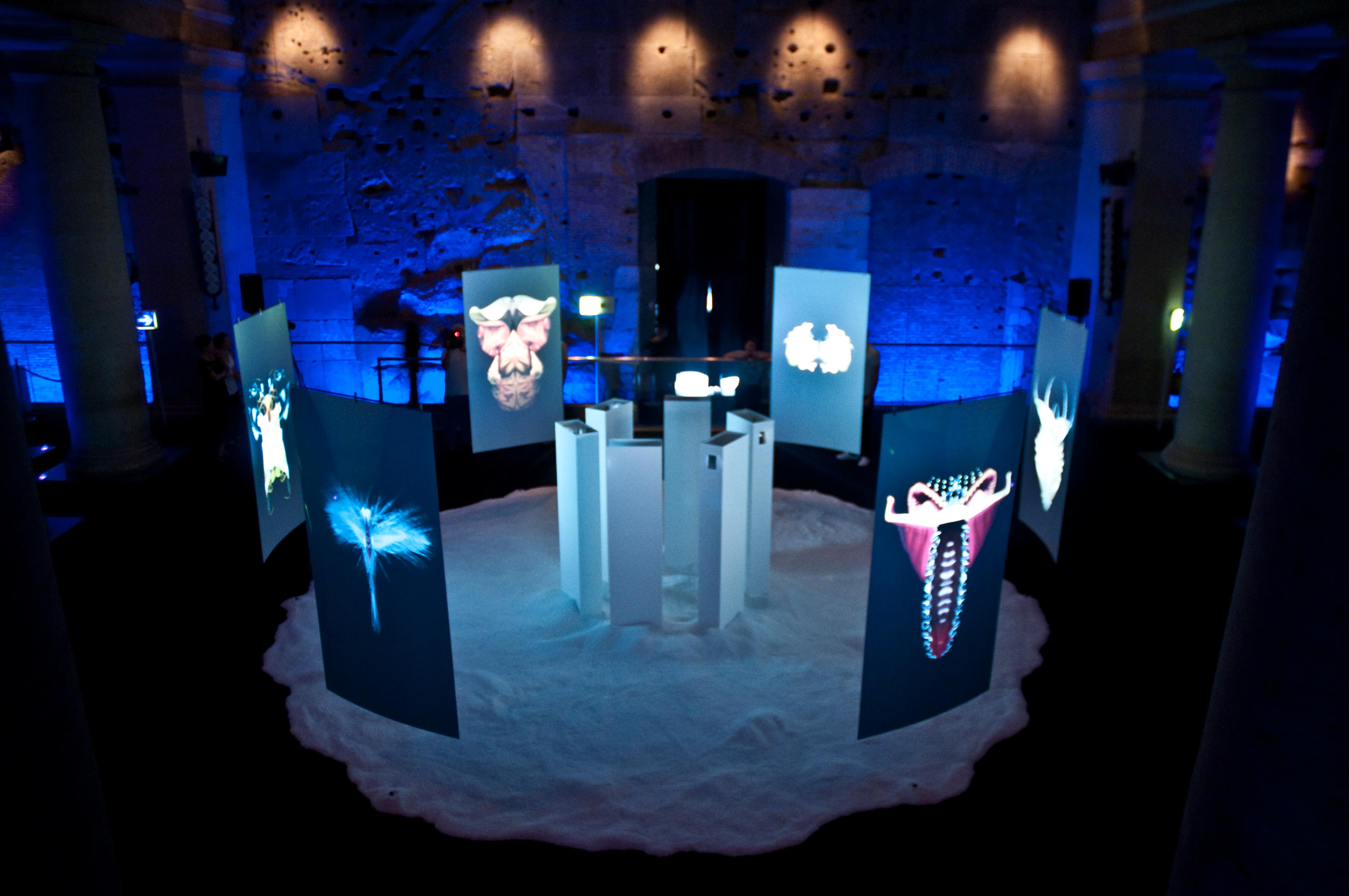
Im Jahr 2010 kreierte Maurizio Martusciello, zusammen mit Mattia Casalegno, eine audiovisuelle Installation für die Roberto-Capucci-Stiftung mit dem Titel „Die schwebende Geste“ (ital. „Il gesto sospeso“) im Hadrianstempel in Rom, um damit eine für eine multimediale Präsentation bestimmte Oper hörbar und sichtbar werden zu lassen. Die Installation beschäftigte sich mit dem Thema „Metamorphose“.

Multimediakunst ist eine Form der Kunst, bei der Elemente von Multimedia als Gestaltungselemente zusammen und gleichzeitig benutzt werden. Durch den gleichzeitigen Einsatz von verschiedenen Elementen (Bild, Video, Sprache, Musik, Text, Poesie, Fotografie, Skulptur, Interaktivität usw.) ergibt sich eine neue, übergeordnete Gestaltungsform.
Multimediakunst unterscheidet sich von der Digitalkunst bzw. Computerkunst. Bei der Multimediakunst sind die Inhalte in erster Linie vom Menschen bestimmt, nicht von einer Maschine oder vom Zufall. Es werden nur die verschiedenen Medien als Kommunikationsinstrument im Sinne einer Übermittlung der Grundaussage des Werkes benutzt. Diese Grundaussage kommt gerade durch die gleichzeitige Integration verschiedener Medien zustande.
Noch individueller ist die Aussage, wenn alle Gestaltungsmittel von einem Individuum (Künstler)
allein konzipiert und auch umgesetzt werden (Individualkunst).